# فهرست فرودگاه‌های گامبیا
این مقاله شامل فهرست فرودگاه‌های گامبیا است که بر پایهٔ مکان قرارگیری آن‌ها مرتب شده است.

## فهرست
| مکان   | ایکائو | یاتا | نام فرودگاه              |
| ------ | ------ | ---- | ------------------------ |
| بانجول | GBYD   | BJL  | فرودگاه بین‌المللی بانجول |